# Joseph Guého
Joseph Guého (1937 - 2008) fue un botánico, y profesor mauriciano, especialista en mirtáceas, y desarrolló actividades académicas en la Universidad de Mauricio.

## Algunas publicaciones
- jean m. Bosser, joseph Guého. 2002. Deux nouvelles espèces de Pandanus ( Pandanaceae ) de l'île Maurice. Adansonia 24(2) 239-242 pdf en línea[

### Libros
- ameenah gurib-Fakim, joseph Guého, m.d. Bissoondoyal. 1999a. Natural Toxins and Poisonous Plants of Mauritius. Ed. Le Printemps. 176 pp. ISBN 9990323933
- guy Rouillard, joseph Guého. 1999b. Les plantes et leur histoire à l'Ile Maurice. 752 pp.
- ---------------------. 1997a. Plantes Medicinales de Maurice. Vol. 3. Ed. de l'Ocean Indien, 471 pp.
- jean Bosser, th Cadet, joseph Guého, w. Marais. 1997b. Flore des Mascareignes: La Réunion, Maurice, Rodrigues. Méliacées a Connaracées. Volúmenes 69-79. Editor Sugar Industry Res. Institute, 116 pp.
- ---------------------. 1996. Plantes Medicinales de Maurice. Vol. 2. Ed. de l'Ocean Indien, 523 pp.
- ---------------------. 1995. Plantes Medicinales de Maurice. Vol. 1. Ed. de l'Ocean Indien, 495 pp.
- ---------------------. 1994. Plantes Medicinales de l'Ile Rodrigues. Ed. de l'Ocean Indien, 580 pp.
- ---------------------. 1988. La végétation de l'île Maurice. Ed. de l'Océan Indien, 57 pp.
- guy Rouillard, joseph Guého. 1986. Histoire des plantes d'intérêt horticole médicinal et économique à l'île Maurice. Volumen 1. Editor Henry & Cie. Ltée
- ----------------------, --------------------. 1983. Le Jardin des Pamplemousses: 1729-1979 : histoire et botanique. Editor Ile Maurice, 279 pp.
- f. Friedmann, joseph Guého, france Staub. 1981. Les plus belles fleurs sauvages des îles Mascareignes. Editor	Henry & Cie. 45 pp.
- france Staub, joseph Guého. 1968. The Cargados Carajos Shoals or St. Brandon: resources, avifauna and vegetation. Editor Soc. by Mauritius Print. Cy. Ltd. 46 pp.

## Eponimia
- (Asclepiadaceae) Cynanchum guehoi Bosser[1]
- (Byblidaceae) Byblis guehoi Lowrie & Conran[2]
- (Myrtaceae) Syzygium guehoi Bosser & Florens[3]

A enero de 2012 poseía 37 registros de sus identificaciones y clasificaciones de nuevas especies, en su mayoría pertenecientes a la familia de las mirtáceas.